# Couma catingae
Couma catingae là một loài thực vật có hoa trong họ La bố ma. Loài này được Ducke mô tả khoa học đầu tiên năm 1938.